# Robine de Lange-Tegelaar
Robine Gerarda de Lange-Tegelaar (Den Haag, 1962) is een Nederlands jurist die sinds 1 januari 2022 president van de Rechtbank Den Haag is.
De Lange-Tegelaar studeerde rechten aan de Universiteit Leiden van 1980 tot 1985, en was in die tijd ook lid van LSV Minerva. Na enige tijd bij de Raad van State te hebben gewerkt werd ze in 1989 rechterlijk ambtenaar in opleiding (raio) bij de Rechtbank Den Haag; van 1993 tot 1994 was ze vervolgens gerechtsauditeur en rechter-plaatsvervanger bij de Rechtbank Rotterdam. Tijdens haar raio-schap werkte ze ook als plaatsvervangend officier van justitie op Sint Maarten. Met ingang van 1 april 1994 werd ze benoemd tot rechter bij de Rechtbank Den Haag, waar ze in augustus 2002 vicepresident werd. Van 2003 tot 2010 was ze voorzitter van de sector familie en jeugd, en in 2010 vervolgens sectorvoorzitter strafrecht. Sinds 2008 was ze tevens plaatsvervangend president van de Haagse rechtbank.
Met ingang van 1 januari 2013 werd De Lange benoemd tot president van de Rechtbank Rotterdam, als opvolger van Wim van Veen. Haar aantreden viel samen met de herziening van de gerechtelijke kaart, waarbij de Rechtbank Dordrecht en de Rechtbank Rotterdam werden samengevoegd. Tijdens haar presidentschap begon de Rotterdamse rechtbank onder meer met experimenten met "wijkrechtspraak" om de rechtspraak dichter bij de burger te brengen. Ook betekende de coronacrisis dat de rechtbank tijdelijk moest sluiten en het werk voortaan digitaal moest verrichten. Op 25 juni 2021 werd aangekondigd dat de ministerraad had ingestemd met de voordracht van De Lange-Tegelaar voor benoeming tot president van de Rechtbank Den Haag, na het vertrek van Maarten van de Laarschot. De benoeming ging in op 1 januari 2022; De Lange werd opgevolgd als president in Rotterdam door Julia Mendlik, tot dan president van de Rechtbank Midden-Nederland.
De Lange-Tegelaar is sinds 1 september 2021 lid van de Raad van Toezicht van de Universiteit Leiden. Ze is getrouwd en heeft drie kinderen.